# William Nilson Fryer
Frederick William Nilsson Fryer, född 26 december 1985 i Högby församling, Östergötlands län, är en svensk ryttare, hästutbildare och tränare, aktiv inom fälttävlan och dressyr.

## Biografi
William Nilsson Fryer är uppväxt i Mjölby i Östergötland och bor sedan 2012 i Tystberga utanför Nyköping. På gården Lövsund driver han tillsammans med sambon Anna Freskgård företaget Eventing Team Anna & William, ett utbildningsstall som tar emot hästar för inridning, utbildning, träning, tävling och visning inom alla discipliner.

### Utbildning och uppdrag
Nilsson Fryer är diplomerad C-tränare i fälttävlan och stildomare i terränghoppning. Han har studerat inlärningspsykologi på Hawaii och är certifierad delfin-tränare. Han har bland annat arbetat med utbildning och träning av marina däggdjur på Kolmårdens djurpark i över 10 år. Han är hästutbildare för inridning, vidareutbildning, tävling och beteendeinlärning- och korrigering. Nilsson Fryer arbetar med hästar i flera discipliner så som fälttävlan, banhoppning, dressyr och galopp. 

### Sport
Nilsson Fryer tävlar för Strömsholms Ridsportförening (SRF) och har som både Young Rider och Senior ingått i Svenska landslaget i fälttävlan. Han har representerat Sverige under ett flertal Nations Cuper och har ett flertal placeringar på Svenska och Nordiska Mästerskapen och varit kvalificerad till EM och Olympiska spelen.. Han har placeringar till och med CCI4*L och har flera gånger tagit fram hästar till och deltagit i unghäst-VM i Fälttävlan. Han tävlar även framgångsrikt i dressyr. Nilsson Fryer har även ett flertal Breeders Trophy-placeringar i fälttävlan och har visat ett flertal hästar under unghästtest och i finaler med diplom som både gångarts- och hopptalanger.

## Meriter
- Fälttävlan - Vinster och placeringar till och med CCI4*L
- Dressyr - Vinster och placeringar till och med Msv:B
- Banhoppning - Vinster och placeringar till och med 130 cm